# Židovská komunita v Roudnici nad Labem
Židovská komunita v Roudnici nad Labem (hebrejsky ק״ק רוידניץ kehila kdoša Rojdnic) je někdejší významné židovské osídlení ve městě Roudnice nad Labem na Litoměřicku. Roudnická komunita byla jednou z nejpočetnějších židovských komunit v Čechách. O významu Roudnice vypovídá, že zde existovala ješíva a v 19. století tu sídlil krajský rabín a židovská náboženská obec zde fungovala nepřetržitě od konce 16. století až do druhé světové války. Bývalá židovská čtvrť je téměř kompletně dochována. 

## Historie

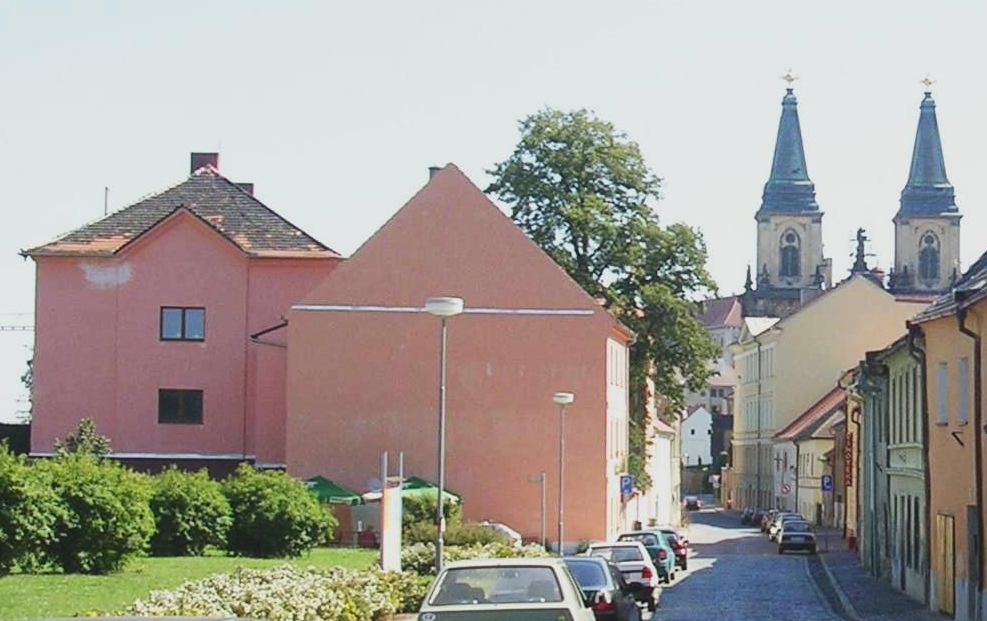
Bývalá roudnická synagoga (růžový dům zcela vlevo)

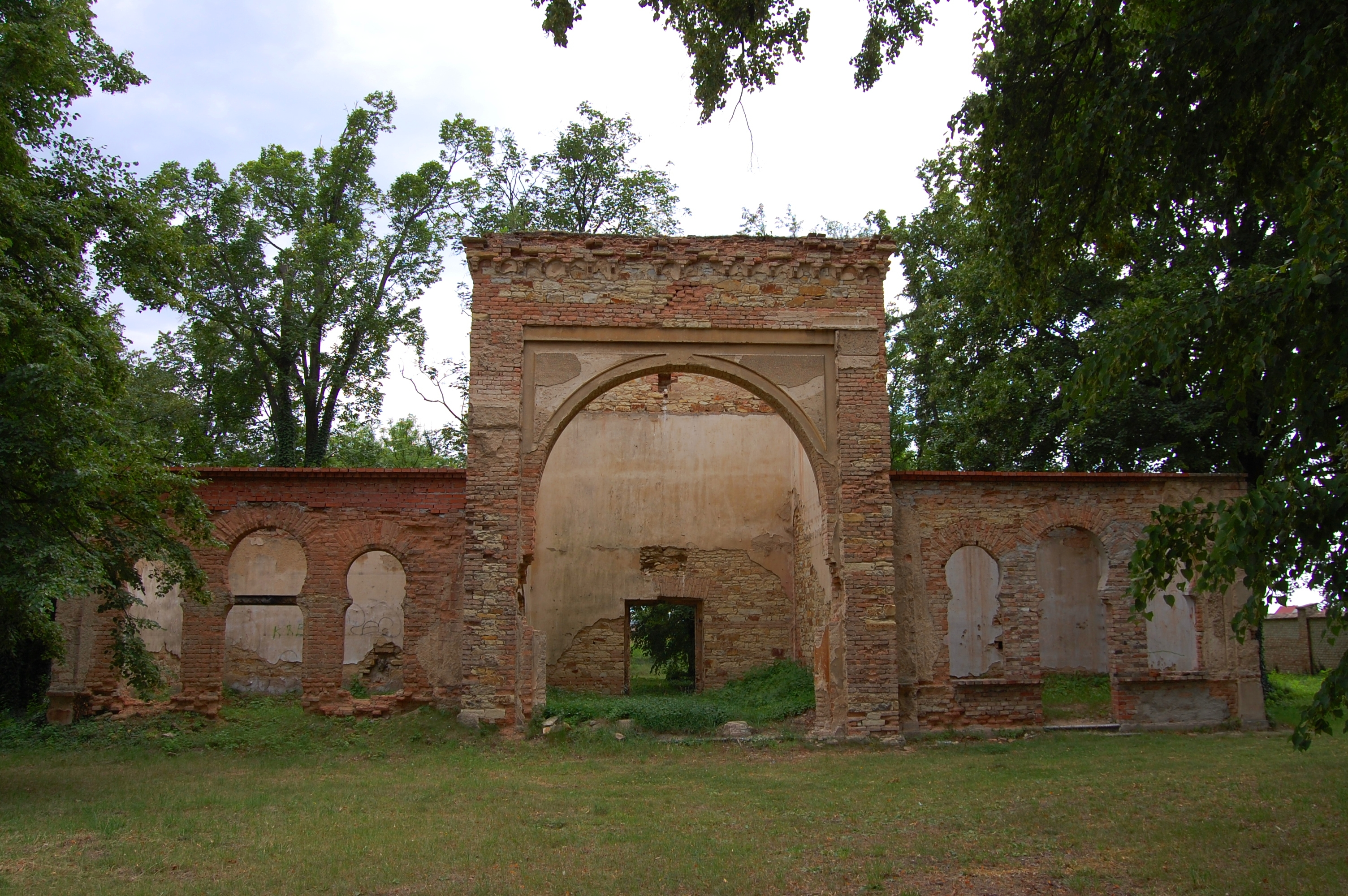
Z cenné pseudomaurské obřadní síně na novém židovském hřbitově zbyly pouze obvodové zdi.

Židovské osídlení se v Roudnici nad Labem objevuje nejméně od poloviny 16. století. Nejstarší dochovaný záznam o židovském osídlení Roudnice pochází z roku 1541 a jde o zmínku o pogromu.
Ve městě postupně existovaly dvě židovské čtvrti. Nejstarší židovská čtvrť o dvaceti staveních se nacházela jihovýchodně od zámku, na východním okraji městského jádra. Datum jejího vzniku není známé, koncem 16. století zde však stálo 16 až 18 domů, první synagoga a hřbitov. V letech 1613 až 1614 se z ní však židé museli vystěhovat a čtvrť byla zbořena a na jejím místě nechala v následujících letech paní Polyxena z Lobkovic s manželem Zdeňkem Vojtěchem vystavět kapucínský klášter.
Po zrušení první čtvrti vznikla nová podél nábřeží západně od mostu přes Labe v Havlíčkově ulici. Šlo o 300 metrů dlouhé uliční ghetto se zástavbou po obou stranách ulice, které bylo od vlastního města původně odděleno branou. Zpočátku šlo pouze o 12 domů odkoupených od křesťanů, postupně se však čtvrť rozrůstala. Poměrně početná židovská komunita se dočasně zmenšila také v důsledku třicetileté války. V polovině 17. století žilo ve městě 218 židů a v druhé polovině století posílily roudnické židovstvo rodiny z českých zemí, Uher a Polska. V roce 1713 vymřela celá třetina všech roudnických židů na mor. Krátce po něm se však přistěhovalo 58 nových rodin, v roce 1718 čtvrť sestávala z 51 domů a již v roce 1724 žilo ve městě 448 osob.  
V letech 1727 až 1728 byla východní část ghetta v blízkosti augustiniánského klášterního kostela Panny Marie zrušena. I tak ale ve čtvrti v roce 1840 stálo 63 domů. Část z nich, zejména v severní části ghetta, byla zbořena v 19. století v důsledku výstavby železnice. V roce 1880 zde žilo již 523 židů; poté však následoval postupný pokles s 326 osobami v roce 1900 a 166 v roce 1930. 
Další část židovské čtvrti byla zbourána po roce 1970, většina (zejména v jižní části Havlíčkovy ulice) se však v různých přestavbách dochovala do současnosti.

### Synagogy
Synagogy existovaly v Roudnici postupně tři. Nejstarší z nich byla výše zmíněná synagoga v první židovské čtvrti. Datum její výstavby není známé a byla zbořena spolu se čtvrtí. Druhá synagoga z roku 1619 stávala v ghettu v Havlíčkově ulici a v roce 1851 byla zbořena v souvislosti se stavbou železnice. V reakci na to byla v letech 1852 až 1853 postavena třetí synagoga, a to částečně na místě nedávno zbořené synagogy. Stavba v novorománském slohu sloužila svému účelu do druhé světové války. Po válce byla přestavěna na středoškolský internát a stavebně upravena. V roce 2009 v budově poblíž roudnického přístavu sídlila firma prodávající nábytek, později restaurace Maják.
Tři byly v Roudnici i židovské hřbitovy. Nejstarší stával v místě první židovské čtvrtě a zanikl v roce 1613. Několik náhrobků z něj bylo přeneseno na starý židovský hřbitov založený téhož roku. Hřbitov, nacházející se v Třebízského ulici, čítá na 1700 náhrobků, mezi nimiž jsou cenné stély vyvedené v barokním, renesančním a klasicistním slohu. Pohřbívalo se zde do roku 1896. V 90. letech 20. století byl hřbitov rekonstruován a je chráněn jako kulturní památka. Po vyčerpání kapacity starého hřbitova byl v roce 1890 na západním okraji města založen hřbitov nový. Pohřby se na něm konaly i po druhé světové válce. Za minulého režimu byl hřbitov zdevastován, náhrobky a stejně tak i obvodová zeď byly rozkrádány jako stavební materiál. Po roce 1990 došlo k zabezpečení hřbitova a od roku 2002 probíhá jeho rekonstrukce.